# Cnemolia ugandae
Cnemolia ugandae är en skalbaggsart som beskrevs av Stefan von Breuning 1967. Cnemolia ugandae ingår i släktet Cnemolia och familjen långhorningar. Inga underarter finns listade i Catalogue of Life.